# Флаг Кропивницкого
Флаг Кропивницкого (укр. Прапор Кропивницького) является официальным символом Кропивницкого, административного центра Кировоградской области Украины.

## История
Флаг Кировограда был разработан архитектором и членом Украинского геральдического общества Виталием Кривенко в первой половине 90-х годов XX века и принят решением Кировоградского городского совета 28 февраля 1996 года.

## Описание
Флаг представляет собой прямоугольное полотнище с соотношением сторон 1:1. От древка сверху и снизу отходят синие полосы, при соединении образуют одну, которая идёт вдоль длины флага посередине. Верхняя и нижняя половины — жёлтые, треугольник — малиновый, на треугольнике — жёлтый вензель Императрицы Елисаветы Петровны.
Ширина образованного синими полосами вилообразного креста составляет 1/5 ширины флага. Все детали последнего повторяют основные элементы современного герба Кировограда.

## Значение символов
Жёлтый цвет символизирует богатство и плодородие окрестных степей, а малиновый является традиционным цветом запорожских казаков, которым когда-то принадлежали земли современной Кировоградщины. Лазурный крест символизирует реку Ингул и две её притоки: Сугоклея и Биянка, — в окрестностях которых была основана предшественница города — Крепость Святой Елисаветы.

## Использование
Согласно методическим рекомендациям Украинского геральдического общества, флаги территориальных общин городов могут применяться как обычные флаги (с вертикальным креплением к древку), с дополнительным горизонтальным креплением (в стационарных условиях — в сессионном зале или кабинете городского головы) или как хоругвь (только с горизонтальным креплением), однако при этом пропорции сохраняются в соотношении 1:1. Реальная же практика применения флага Кировограда в городе свидетельствует игнорированию данного пункта и преимущество в использовании флага с пропорциями 2:3.